# Luisinho Netto
Luís Idorildo Netto da Cunha, mais conhecido como Luisinho Netto (Cachoeira do Sul, 6 de abril de 1974), é um ex-futebolista brasileiro que atuava como lateral-direito.

## Carreira
Atuou por diversos clubes, como Guarani, Joinville, Internacional, São Paulo, Atlético Paranaense, Cruzeiro, Avaí, Marília, Criciúma, Atlético Mineiro, Sport e ABC.
Os principais títulos da sua carreira foram o Campeonato Brasileiro de 2001, pelo Atlético-PR, e a Copa do Brasil de 2008 pelo Sport. Se tornou um dos maiores artilheiros do Athletico na história da Libertadores, com 6 gols - 4 em 2000 e 2 em 2002.
No ano de 2009 passou pelo Itumbiara e, no ano seguinte, foi anunciado como reforço do Mixto.
Após uma breve passagem pelo Conilon, do Espírito Santo, aposentou-se no início de 2014.

## Títulos
São Paulo
- Copa dos Clubes Brasileiros Campeões Mundiais - 1996

Atlético-PR
- Campeonato Paranaense: 1998, 2000, 2001

Cruzeiro
- Copa Sul-Minas: 2001

Atlético-MG
- Campeonato Brasileiro - Série B: 2006
- Campeonato Mineiro: 2007

Sport
- Campeonato Pernambucano: 2008
- Copa do Brasil: 2008